# مرتضی یاغچیان
مرتضی یاغچیان (۱۳۳۵ – ۷ اسفند ۱۳۶۲)، از فرماندهان سپاه پاسداران انقلاب اسلامی در جنگ ایران و عراق بود که جانشینی لشکر ۳۱ عاشورا را برعهده داشت.